# Hushan, Yongding
Hushan (kinesiska: 湖山) är en socken i sydöstra Kina. Den ligger i stadsdistriktet Yongding i staden Longyan i provinsen Fujian,  omkring 300 kilometer sydväst om provinshuvudstaden Fuzhou. Antalet invånare är 5 536. Befolkningen består av 2 671 kvinnor och 2 865 män. Barn under 15 år utgör 22,0 %, vuxna 15-64 år 60 %, och äldre över 65 år 17,0 %.